# استنتاج بصري
في ورقة استشهاد متكرر في الجريدة ساينس وكتاب  يوجين إس فيرجوسن اللاحق، ادعى مهندس ميكانيكي ومؤرخ تكنولوجي ما اتخذه العديد من المهندسين والتكنولوجيين من الأمور المسلم بها جدلاً أن: الاستنتاج البصري هو أداة تستخدم على نطاق واسع في صنع المصنوعات اليدوية الفنية. هناك أدلة وافرة على أن الوسائل البصرية، وخاصة الرسم، تلعب دورًا محوريًا في صنع المصنوعات اليدوية. يتوازى الاستنتاج البصري لفيرجوسن مع جدل الفيلسوف ديفيد جودينج بأن العلماء التجريبيين يعملون بمزيج من الأفعال والأدوات والأشياء والإجراءات وكذلك الكلمات. أي، بعنصر غير لفظي كبير.
زعم فيرجوسن أن الاستنتاج غير اللفظي (البصري لحد كبير) لا يحصل على الكثير من الاهتمام في مجالات مثل تاريخ التكنولوجيا وفلسفة العلوم لأن العاملين في هذه المجالات من نوع المفكر اللفظي وليس البصري.
أولئك الذين يستخدمون الاستنتاج البصري، وخاصة المعماريين والمصممين والمهندسين، يتصورون ويعالجون الأشياء بـ «عين العقل» قبل وضعها على الورق. وبعد القيام بذلك، يمكن للورق أو إصدارات الكمبيوتر (في تصميم بمساعدة الحاسوب) معالجتها من خلال «بناء» الشيء مجازًا على الورق (أو الكمبيوتر) قبل صناعته ماديًا.
ادعىنيكولا تيسلا أن أول محرك تيار متناوب اخترعه عمل بشكل تام لأنه تصور نماذج له وقام بتشغيله في عقله قبل بناء النموذج الأولي.